# 僵尸U
《僵尸U》，原《异种杀手》（Killer Freaks from Outer Space）是一款由育碧蒙彼利埃开发并由育碧发行在Wii U上的惊悚第一人称射击游戏。本作被看作是育碧在1986年制作的街机游戏《僵尸》（Zombi）的续作。《僵尸U》作为Wii U的首发游戏之一与Wii U同步发售，并支持1080P全高清的画面输出。2015年7月，育碧宣布将本作移植到PlayStation 4、Xbox One和Microsoft Windows平台并更名为“僵尸”（Zombi），对于原作中针对Wii U硬件特性制作的游戏内容将会进行修改删减。